# 운주로 (영천시)
운주로(Unju-ro)는 경상북도 영천시 임고면 임고삼거리와 임고면 이실재를 잇는 경상북도의 도로이다.

## 주요 경유지
경상북도
- 영천시 (임고면)

## 노선
| 이름            | 접속 노선                        | 소재지 | 소재지 | 비고 |
| --------------- | -------------------------------- | ------ | ------ | ---- |
| 임고삼거리      | 포은로                           | 영천시 | 임고면 |      |
| 임고서원 교차로 | 국가지원지방도 제69호선 (포은로) | 영천시 | 임고면 |      |
| 양수교          |                                  | 영천시 | 임고면 |      |
| 사동2교         |                                  | 영천시 | 임고면 |      |
| 구만교          |                                  | 영천시 | 임고면 |      |
| 수성교          |                                  | 영천시 | 임고면 |      |
| 이실재          |                                  | 영천시 | 임고면 |      |
| 봉좌로와 직결   |                                  |        |        |      |

## 주요 건물 및 시설
- CU 영천임고점 (운주로 14/양항리 757-126)
- 영천임고우체국 (운주로 21/양항리 578-1)